# Michael Storm
Michael Earle Storm (* 22. August 1959 in Arlington County) ist ein ehemaliger US-amerikanischer Pentathlet.

## Karriere
Bei den Olympischen Spielen 1984 in Los Angeles war Storm Teil der US-amerikanischen Mannschaft, die hinter Italien die Silbermedaille gewann. Neben Storm gehörten noch Greg Losey und Dean Glenesk zur Mannschaft. In der Einzelkonkurrenz belegte er, als bester US-Amerikaner, den fünften Platz.